# New Zealand Railway and Locomotive Society
 (juillet 2022).
Le contenu est difficilement compréhensible vu les erreurs de traduction, qui sont peut-être dues à l'utilisation d'un logiciel de traduction automatique.
La New Zealand Railway and Locomotive Society Inc est une société de passionnés du chemin de fer, basée à Wellington. Elle a été formée en 1958. 
Les archives de la société se trouvent dans le bâtiment Thomas McGavin dans l'ancienne gare de marchandises d'Ava, située dans la vallée de Hutt.

## Ouvrages
La société a créé une revue, le New Zealand Railway Observer (ISSN 0028-8624) , qui a été publiée pour la première fois par la New Zealand Railway Correspondence Society sur une imprimante de la marque  Gestetner en 1944,  et un bulletin Turntable . La société publie aussi des livres sur des sujets ferroviaires. Il y a actuellement environ 25 livres disponibles, comme indiqué sur le site Web, la plupart concernant les chemins de fer néo-zélandais, mais il existe un livre Cane Trains sur les chemins de fer à Fidji.

## Matériel roulant
La société possède des locomotives à vapeur A B 608 et X 442.

## Sources et références
1. ↑  (en) « Certificate of Incorporation - New Zealand Railway and Locomotive Society », Registrar of Incorporated Societies (consulté le 4 mars 2019)
2. ↑  David Parsons, Wellington’s Railway: Colonial Steam to Matangi, Wellington, New Zealand Railway & Locomotive Society, 2010 (ISBN 978-0-908573-88-2), p. 141
3. ↑  (en) « That Very First 'New Zealand Railway Observer' », NZRLS, 25 novembre 2013 (consulté le 1er juin 2020)
4. ↑  Rolling Stock Register New Zealand Railway and Locomotive Society